# Itoki (Mundemba)
Pour les articles homonymes, voir Itoki.
Itoki est une localité du Cameroun, située dans l'arrondissement de Mundemba, le département du Ndian et la Région du Sud-Ouest.

## Population
Lors du recensement national de 2005, Itoki comptait 11 habitants.